# Janusia malmeana
Janusia malmeana är en tvåhjärtbladig växtart som först beskrevs av Franz Josef Niedenzu, och fick sitt nu gällande namn av W.R. Anderson. Janusia malmeana ingår i släktet Janusia och familjen Malpighiaceae. Inga underarter finns listade i Catalogue of Life.